# Allobates gasconi
Allobates gasconi (Morales, 2002) è un anfibio anuro appartenente alla famiglia degli Aromobatidi.

## Etimologia
L'epiteto specifico è stato dato in onore di Claude Gascon.

## Distribuzione e habitat
È endemica del Brasile. Si trova nel bacino del Rio Juruá tra i 100 e i 250 metri di altitudine negli stati di Amazonas e Acre.